# ليون نيكول
ليون نيكول (بالفرنسية: Léon Nicole)‏ هو سياسي سويسري، ولد في 10 أبريل 1887 في سويسرا، وتوفي في 28 يونيو 1965 في سويسرا. حزبياً، نشط في الحزب الاشتراكي الديمقراطي السويسري. وقد انتخب عضو المجلس الوطني السويسري (1947 – 1953) وانتخب عضو المجلس الوطني السويسري (1919 – 1941).

## روابط خارجية
- ليون نيكول على موقع مونزينجر (الألمانية)